# Staphylinidae
Staphylinidae este o familie de gândaci care se disting în primul rând prin elitrele (aripa superioară dură) scurte, lăsând expuse peste jumătate din segmentele abdominale. Cu aproximativ 63.000 de specii clasificate în mii de genuri, acest grup este în prezent recunoscut ca fiind cea mai mare familie de organisme extante. Acesta este un grup vechi, cu stafilinide fosilizate cunoscute încă din perioada Triasicului, cu 200 de milioane de ani în urmă, și posibil chiar mai devreme, dacă genul Leehermania se dovedește a fi membru al acestei familii. Din punct de vedere ecologic și morfologic, reprezintă un grup divers de gândaci frecvent întâlniți în ecosistemele terestre.

## Anatomie
Așa cum este de așteptat în cazul unei familii atât de mari, există variații considerabile între specii. Dimensiunile variază de la sub 1 mm la 35 de milimetri, cu cele mai multe specii în gama 2-8 mm, iar forma este în general alungită, cu unele stafilinide fiind ovale. Culorile variază de la galben și roșu la brun-roșcat, la maro, negru și cu irizații albastre și verzi. Antenele au, de obicei, 11 segmente și sunt filiforme, la unele genuri având capătul îngroșat. Abdomenul poate fi foarte lung și flexibil, astfel că unele stafilinide seamănă superficial cu urechelnițele.
Unii membri ai Paederina (în special genul Paederus), un subtrib din Paederinae, conține un puternic vezicant în hemolimfă, care poate produce o iritație a pielii numită dermatitis linearis, cunoscută sub numele de dermatită Paederus. Iritantul pederină este extrem de toxic, mai puternic decât veninul de cobră.

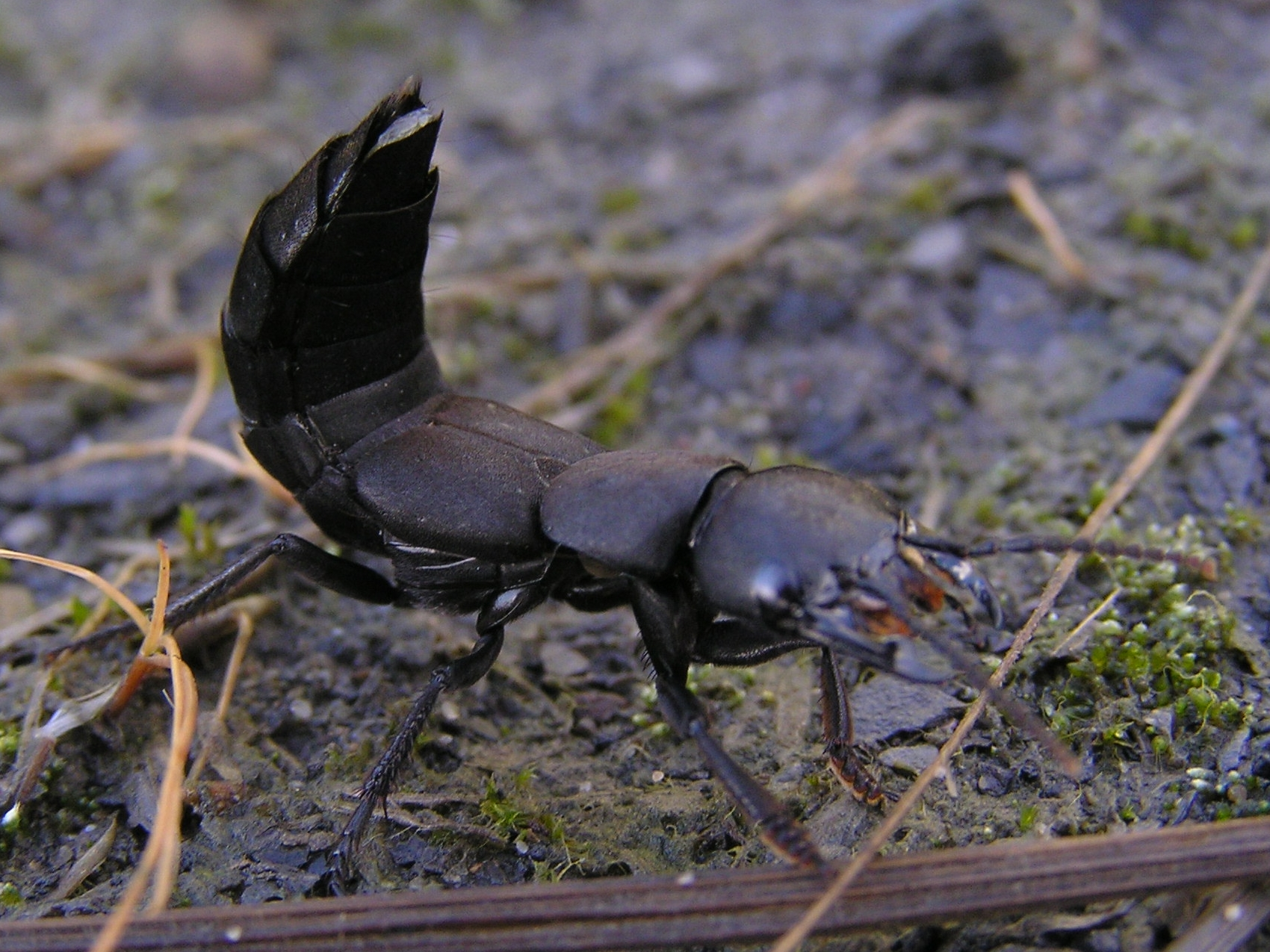
Ocypus sp.
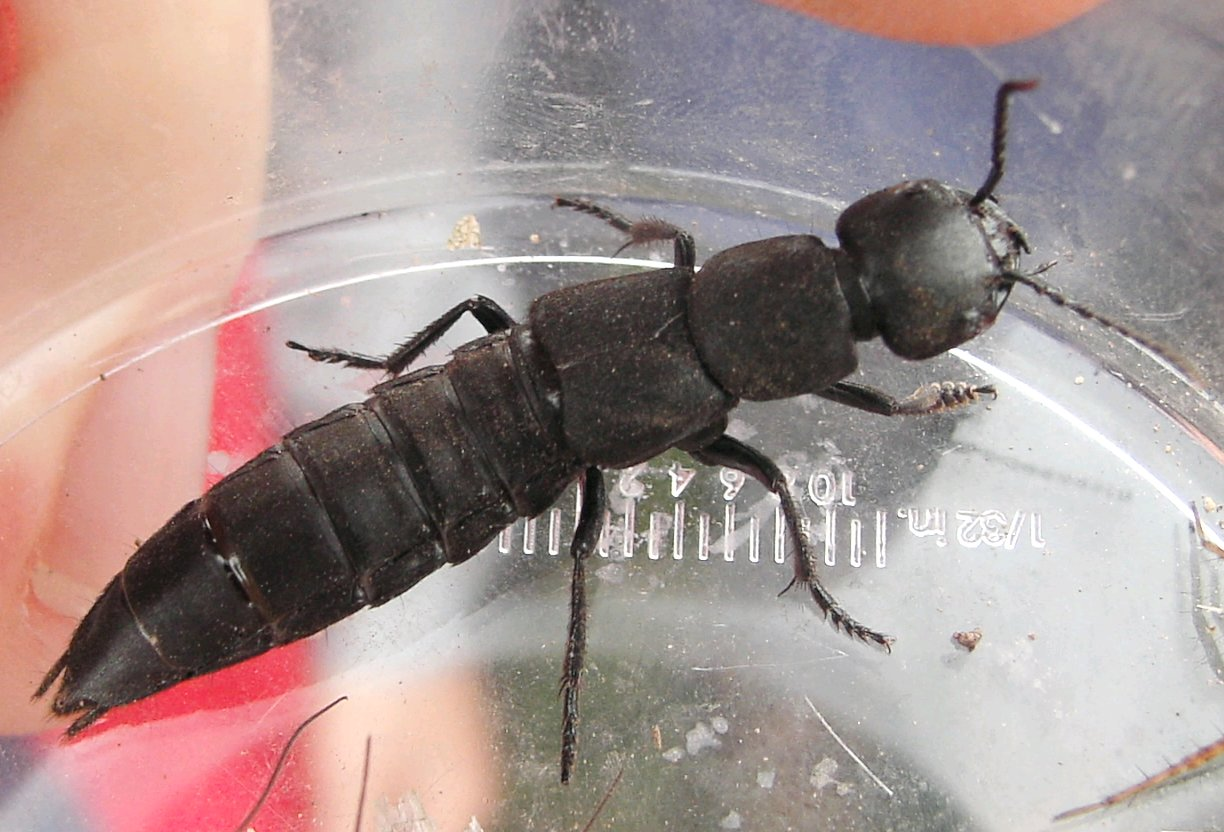
Ocypus olens
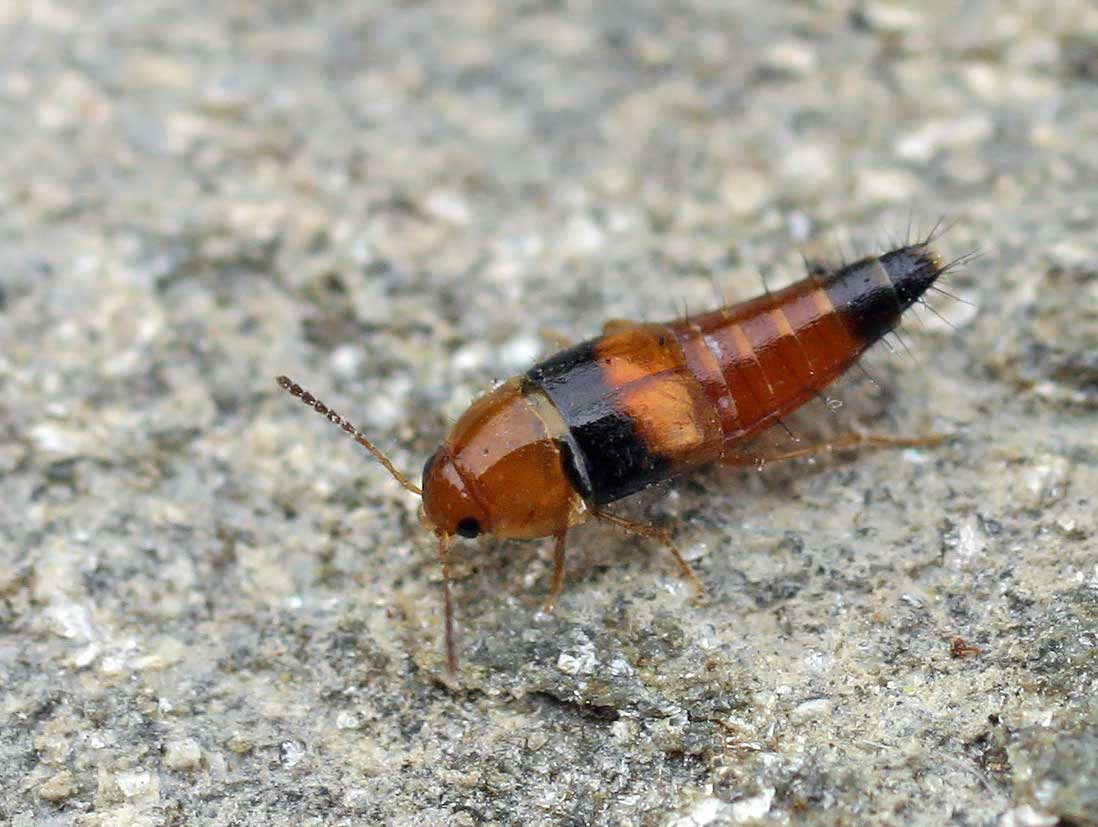
Tachyporus obtusus
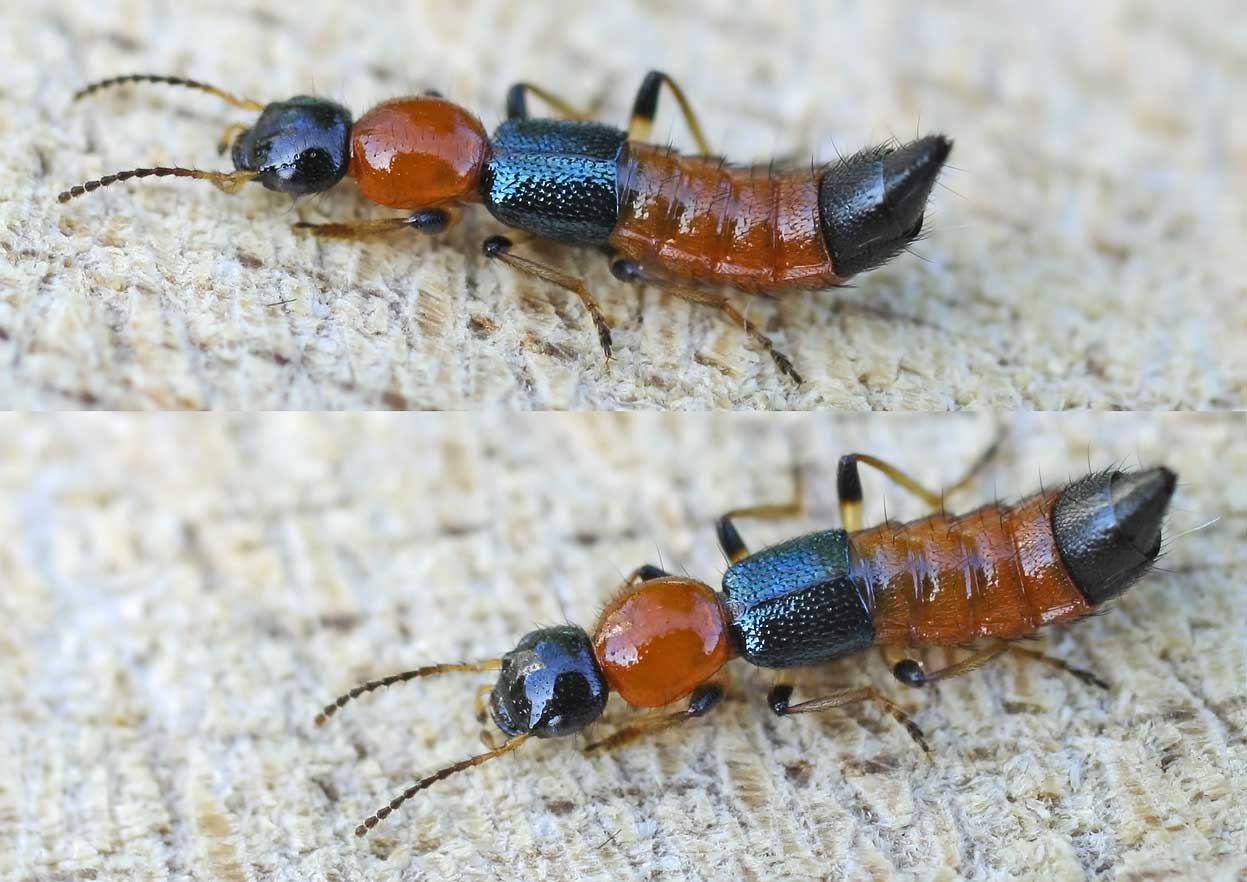
Paederus littoralis
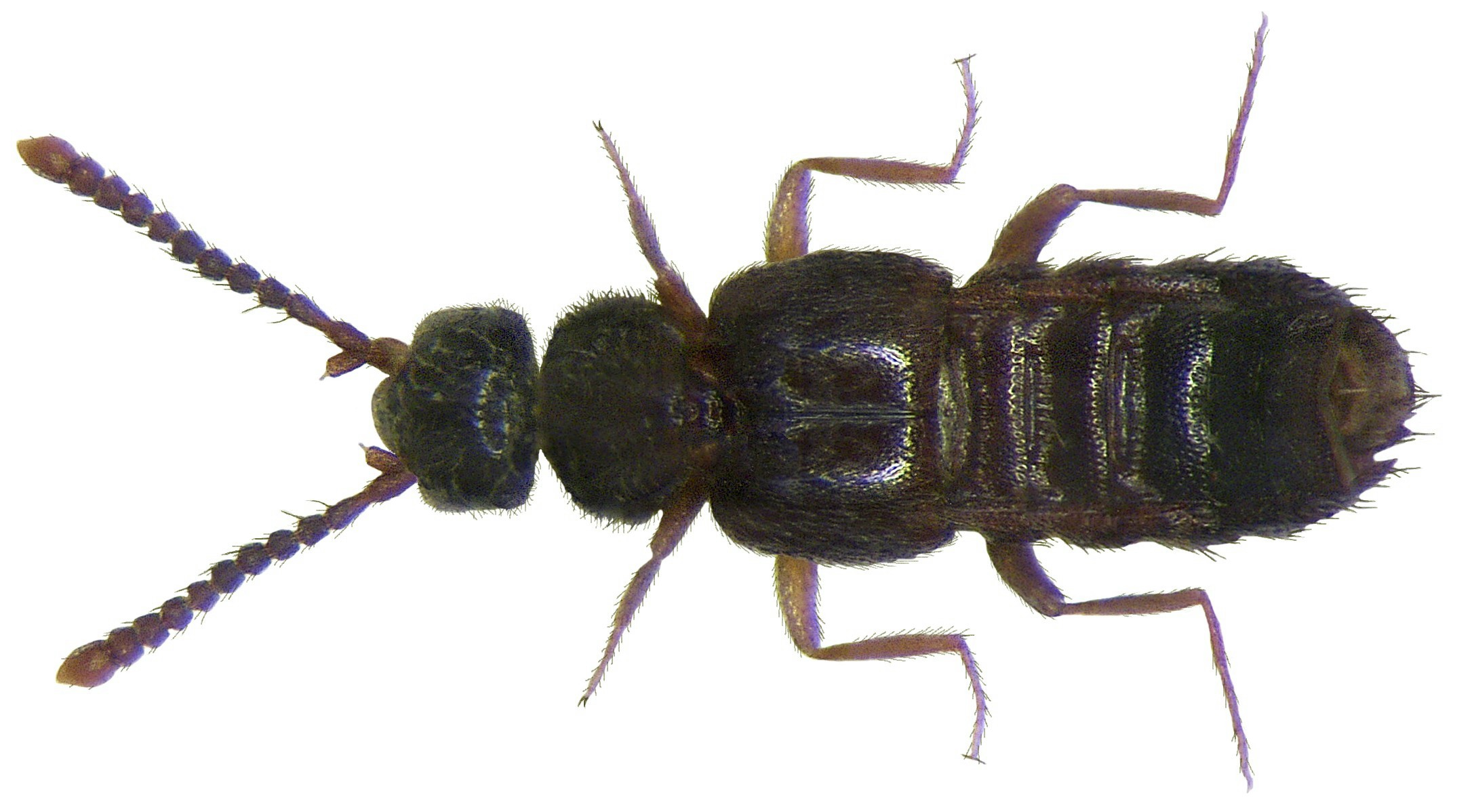
Cordalia tsavoana
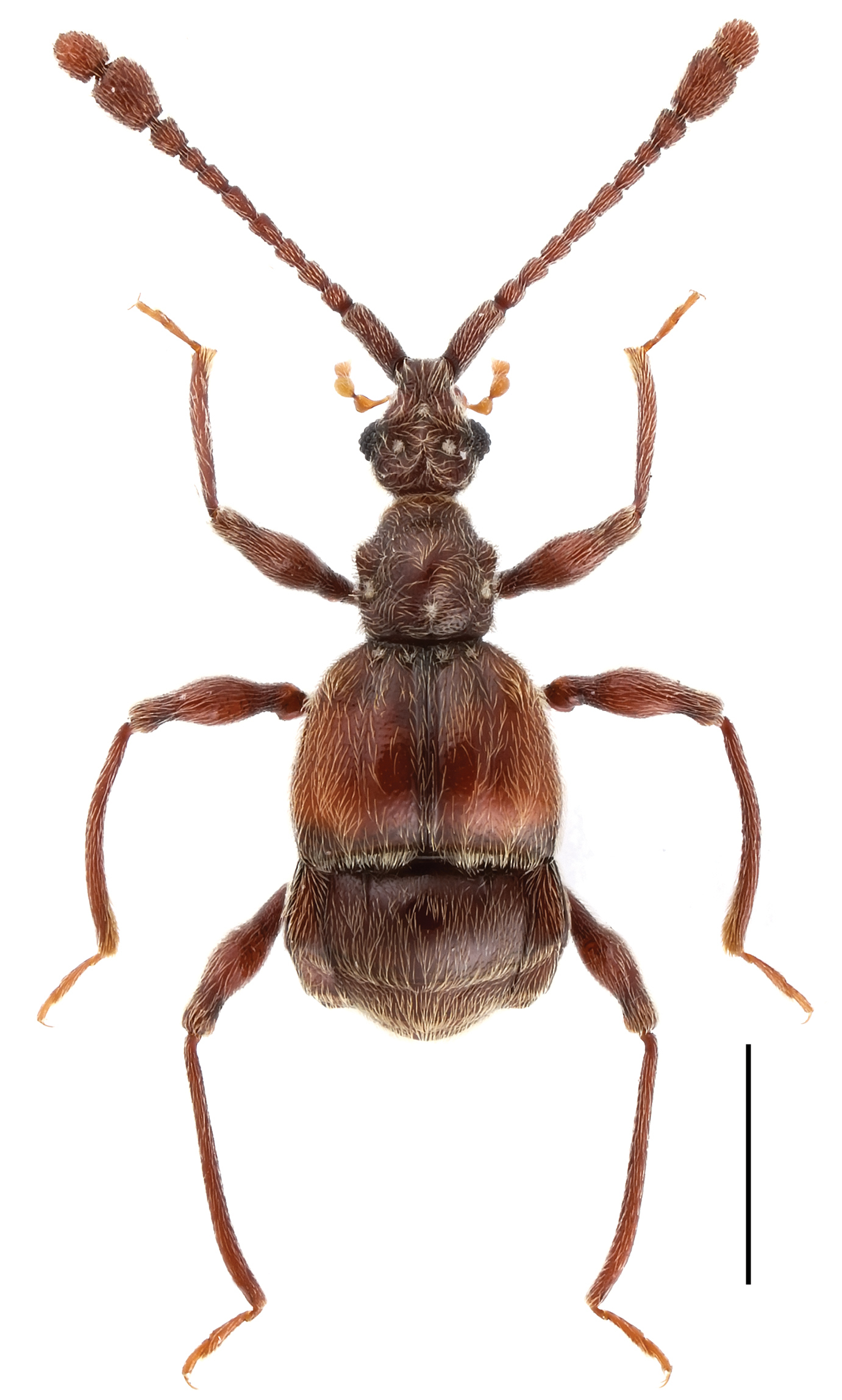
Taiwanophodes minore
- Ontholestes tessellatus

## Ecologie
Stafilinidele sunt întâlnite în fiecare tip de habitat în care apar gândaci, iar dieta lor include tot cu excepția țesuturilor vii ale plantelor superioare, deși și acestea sunt incluse acum, o dată cu descoperirea dietei speciei Himalusa thailandensis. Majoritatea gândacilor sunt prădători de insecte și alte nevertebrate, trăiesc în pădure în litieră și materii vegetale în descompunere. Sunt de asemenea frecvent întâlnite sub pietre și în apropierea apelor dulci. Se cunosc aproape 400 de specii care trăiesc pe malurile oceanului care sunt scufundate la maree înaltă, inclusiv Thinopinus pictus, deși acestea reprezintă sub 1% din numărul total de specii de Staphylinidae la nivel mondial. Alte specii s-au adaptat să trăiască ca incviline în colonii de furnici și termite, iar unele trăiesc în relații de simbioză cu mamifere, de pe care mănâncă puricii și alti paraziți. Câteva specii, în special cele din genul Aleochara, se hrănesc cu hoituri sau sunt parazitoizi ai altor insecte, în special pupe ale muștelor.
Deși apetitul stafilinidelor pentru alte insecte le-ar putea face candidați evidenți pentru controlul biologic al dăunătorilor, iar empiric ele sunt considerate a fi importante din acest punct de vedere în sălbăticie, în experimente nu au fost obținute rezultate promițătoare. O rată mai mare de succes a fost obținută cu specii care sunt organisme parazite (genul Aleochara).
Gândacii din genul Stenus sunt niște insecte foarte interesante. Aceștia sunt prădători specializați în nevertebrate mici, precum colembolele. Labiumul poate fi  aruncat înspre pradă folosind tensiunea arterială. Tija subțire a labiumului se termină cu o suprafață de peri aspri și cârlige, iar între aceste fire de păr sunt pori mici, care excretă o substanță adezivă, care se lipește de pradă.

## Sistematică
Clasificarea celor 63.650 de specii (în 2018) este în curs de desfășurare și controversată. Unii autori propun o organizare în 10 familii separate, dar actualul sistem preferat este unul de 32 subfamilii, aproximativ 167 de triburi (unele grupate în supertriburi) și aproximativ 3.200 de genuri. În fiecare an sunt descrise aproximativ 400 de specii noi, iar unele estimări sugerează că trei sferturi din speciile tropicale sunt încă nedescrise.
Subfamiliile recunoscute sunt:
- Aleocharinae
- Apateticinae
- Dasycerinae
- Empelinae
- Euaesthetinae
- Glypholomatinae
- Habrocerinae
- Leptotyphlinae
- Megalopsidiinae
- Micropeplinae
- Microsilphinae
- Neophoninae
- Olisthaerinae
- Omaliinae
- Osoriinae
- Oxyporinae
- Oxytelinae
- Paederinae
- Phloeocharinae
- Piestinae
- Proteininae
- Protopselaphinae
- Pselaphinae
- Pseudopsinae
- Scaphidiinae
- Solieriinae
- Staphylininae
- Steninae
- Tachyporinae
- Trichophyinae
- Trigonurinae